# Jan Czeredys
Jan Czeredys (syn Jana i Marianny, ur. 15 października 1912 w Turowie, zm. 28 grudnia 1948 w Warszawie) – major Wojska Polskiego. 

## Życiorys

### Okres przedwojenny i wojny
W 1932 ukończył Państwową Szkołę Budownictwa w Warszawie. W kampanii wrześniowej 1939 bronił twierdzy Modlin. W okresie okupacji niemieckiej działał w konspiracji w rejonie prawobrzeżnej Warszawy. W lipcu 1944 przedostał się do Lublina, wstąpił do wojska, pracował w Departamencie Kwaterunkowo-Budowalnym Ministerstwa Obrony Narodowej, jako szef sekcji eksploatacyjnej, w stopniu mjr.

### Aresztowanie, proces, stracenie

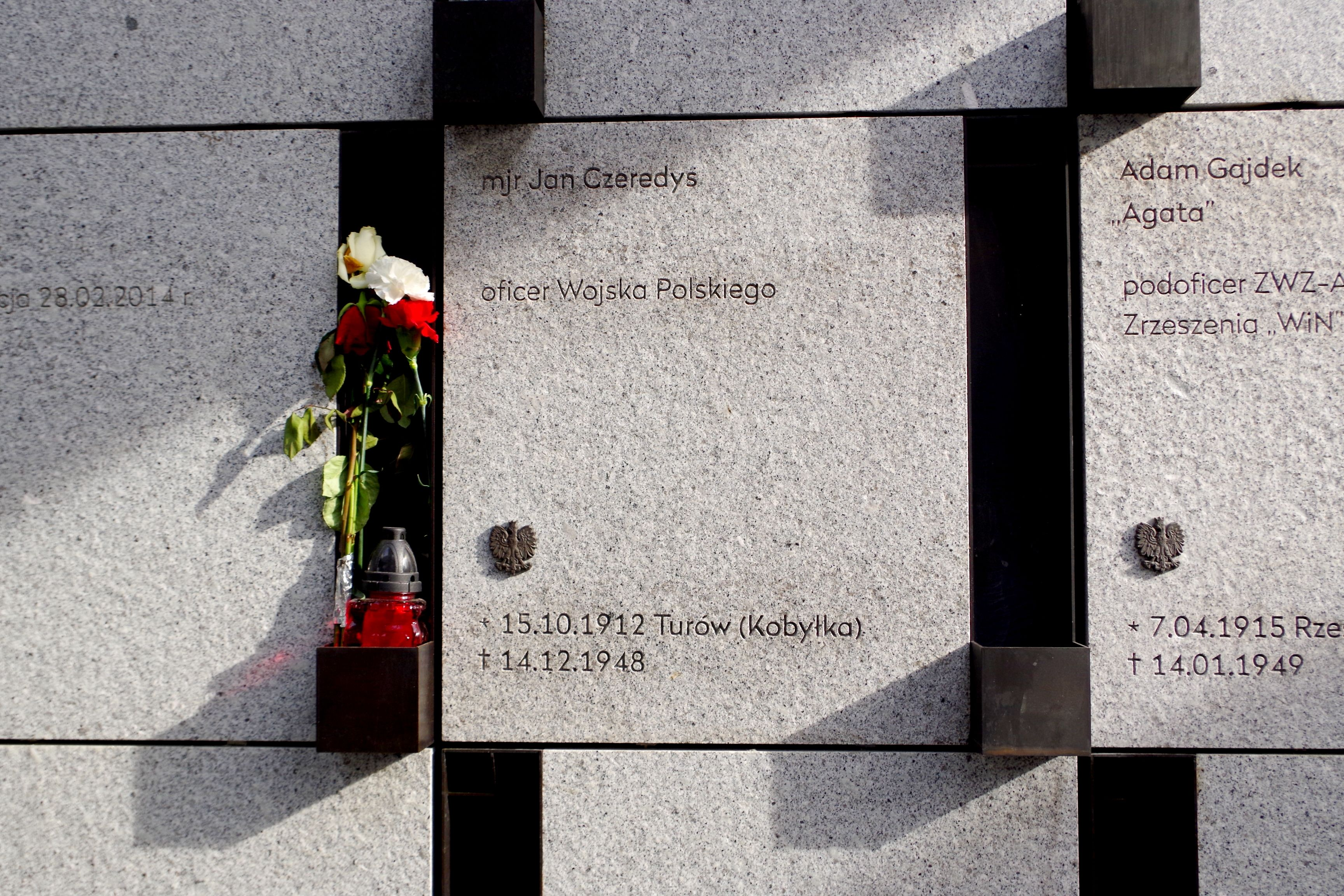
Grób mjr Jana Czeredysa w Panteonie – Mauzoleum Wyklętych-Niezłomnych na Cmentarzu Wojskowym na Powązkach w Warszawie.

Aresztowany 13 lutego 1948 razem z Jerzym Brońskim, Stefanem Długołęckim i Feliksem Stroińskim i oskarżony o współudział w stworzeniu „monopolu prywatnych firm na dostawy do wojska”. Najwyższy Sąd Wojskowy w Warszawie skazał go 3 listopada 1948, wraz ze współpodsądnymi w tzw. sprawie kwatermistrzowskiej (S.3292/48), na podst. art. 3 pkt 3 Dekretu z dnia 13 czerwca 1946 r. o przestępstwach szczególnie niebezpiecznych w okresie odbudowy Państwa, na karę śmierci. Stracony 28 grudnia 1948 w więzieniu mokotowskim. Jego zwłoki zostały potajemnie pogrzebane na tzw. Łączce na Cmentarzu Wojskowym na Powązkach.

### Rehabilitacja
Wyrokiem WO 205/95 z dnia 31 maja 1996 Izba Wojskowa Sądu Najwyższego uchyliła orzeczenie wydane w 1948 r. – Jan Czeredysz został uniewinniony (wraz z pozostałymi skazanymi i straconymi).

### Identyfikacja
28 lutego 2014 Rada Ochrony Pamięci Walk i Męczeństwa, Pomorski Uniwersytet Medyczny w Szczecinie i Instytut Pamięci Narodowej ogłosiły, że zidentyfikowano szczątki Jana Czeredysa wśród ofiar pomordowanych przez organa bezpieczeństwa publicznego w latach 1945–1956, pochowanych w Kwaterze na Łączce przy murze cmentarnym Cmentarza Wojskowego na Powązkach w Warszawie. Identyfikację szczątków odnalezionych na kwaterze "Ł" przeprowadzono w ramach Projektu Poszukiwań Miejsc Pochówku i Identyfikacji Ofiar Totalitaryzmów Polskiej Bazy Genetycznej Ofiar Totalitaryzmów.

## Upamiętnienie
11 sierpnia 2013 odsłonięto tablicę pamięci mjr. Jana Czeredysa, która została umieszczona na placu 15 Sierpnia w Kobyłce koło Bazyliki Mniejszej pod wezwaniem Św. Trójcy w Kobyłce.